# Rocca di Sparafucile

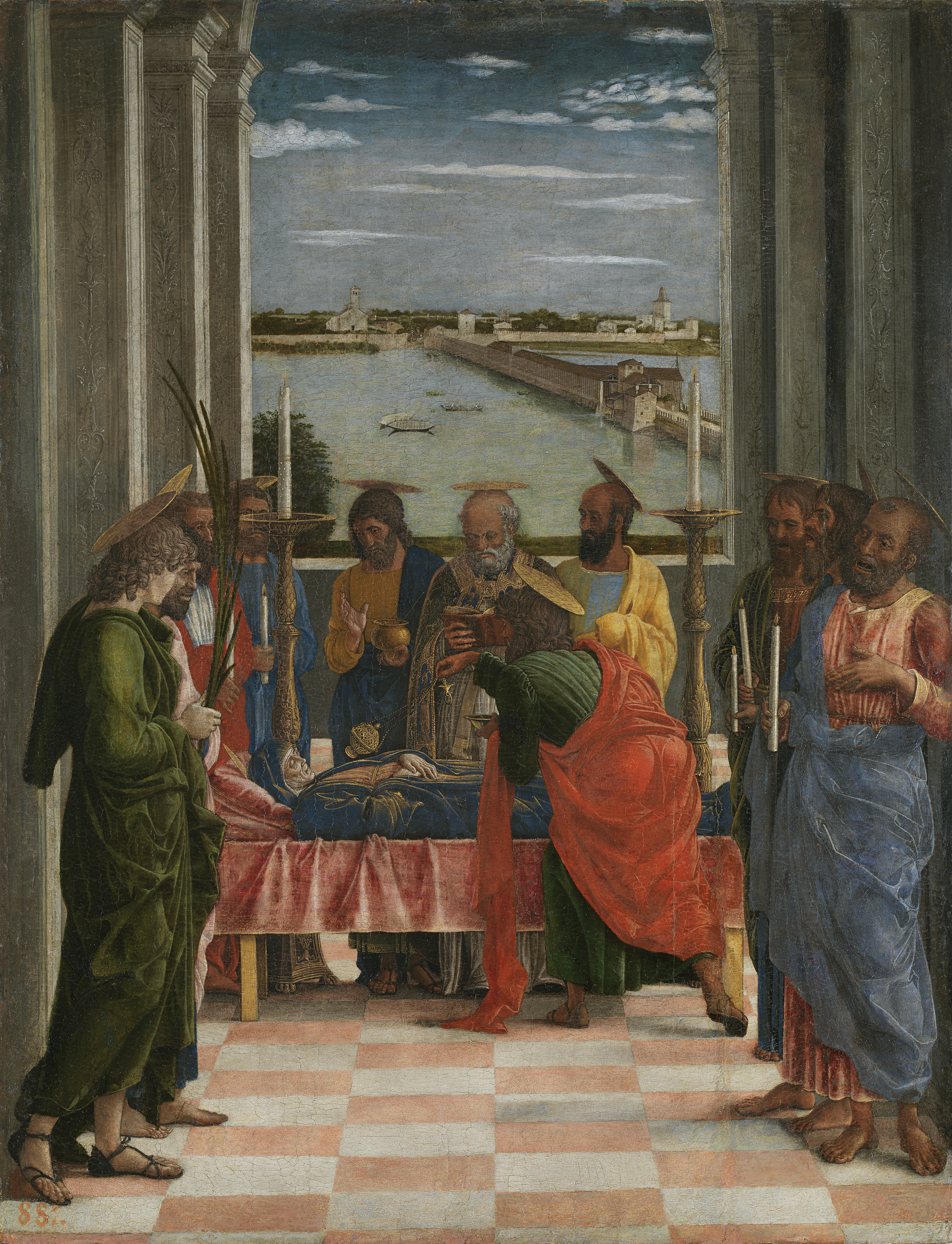
La rocca di Sparafucile nella Morte della Vergine di Andrea Mantegna, 1462 ca.

La rocca di Sparafucile (o Rocchetta di San Giorgio) è un edificio militare di Mantova.

## Storia e descrizione
Fu eretta probabilmente alla fine del Trecento a difesa del ponte di San Giorgio, accesso della città da est. La costruzione fu voluta al tempo in cui Ludovico I Gonzaga era signore del città. Di fatto è l'unica testimonianza dell'antico borgo di San Giorgio, testa di ponte fortificata con abitazioni, orti, chiese e conventi, ridotto a fini esclusivamente militari tra la fine del Settecento e i primi anni dell'Ottocento, e completamente demolito dopo l'annessione di Mantova al Regno d'Italia.
La rocchetta subì lavori di ristrutturazione nella metà del XV secolo, quindi restaurata nel 1863. Perse la sua funzione militare-difensiva nel 1866.
Tra il 1970 e il 1990 fu trasformata in Ostello della Gioventù.
La rocca è stata censita nel 2016 tra I Luoghi del Cuore del FAI - Fondo Ambiente Italiano.
Nell'autunno del 2017 l'intera area su sui sorge la rocca sarà oggetto di riqualificazione e l'edificio dovrebbe accogliere un ufficio di accoglienza turistica.

## L'edificio nell'arte
La torre, robusta e tozza, venne inserita da Andrea Mantegna nel 1462 circa nel dipinto Morte della Vergine, conservato a Madrid al Museo del Prado, facente parte delle Collezioni Gonzaga.
All'interno dell'edificio, nel 2010, venne girato il film televisivo Rigoletto a Mantova.